# Livia Coroian
Livia Coroian (n. 1892, Gherla – d. 1971) a fost un deputat în Marea Adunare Națională de la Alba Iulia, organismul legislativ reprezentativ al „tuturor românilor din Transilvania, Banat și Țara Ungurească”, cel care a adoptat hotărârea privind Unirea Transilvaniei cu România, la 1 decembrie 1918.:p. 77

## Biografie
Livia Coroian a urmat studiile primare și secundare în Gherla, Sibiu și Satu-Mare, iar cele universitare la Budapesta, obținând în 1914 diploma de profesoară în specialitatea istorie-geografie. În același an a fost numită profesoară la Școala normală din Lugoj, iar în 1915 s-a mutat la Școala normală din Gherla. A funcționat ca profesoară și directoare a acestei școli, până în anul 1919, când i-a fost încredințată conducerea Școlii normale de fete din Cluj. În anul 1922 a renunțat la calitatea de directoare, menținându-și catedra de geografie. S-a căsătorit în anul 1921 cu avocatul Emil Deciu. În anul 1928 a fost cooptată în Consiliul municipiului Cluj, iar din 1930 a fost aleasă pe lista Partidului Național Țărănesc în Consiliul aceluiași municipiu, făcând parte și din delegația permanentă a acestuia. A desfășurat o intensă activitate în cadrul mai multor societăți de binefacere și culturale din localitate, iar pe teren politic a contribuit la organizarea secției feminine a partidului.:pp.94-95

## Activitatea politică

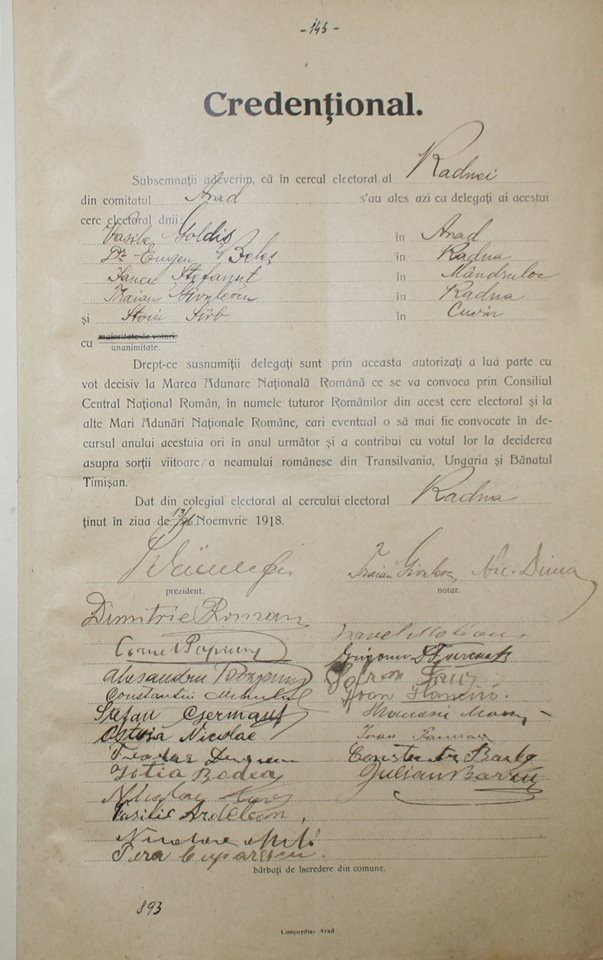
Credențional

A fost aleasă delegată a Preparandiei Greco-Catolice Române de fete din Gherla la Marea Adunare Națională de la Alba-Iulia, unde a votat unirea Ardealului cu România, la 1 decembrie 1918.:p.94